# David Greilsammer
David Greilsammer (* 10. August 1977 in Jerusalem, Israel) ist ein israelischer Pianist und Dirigent.

## Biografisches

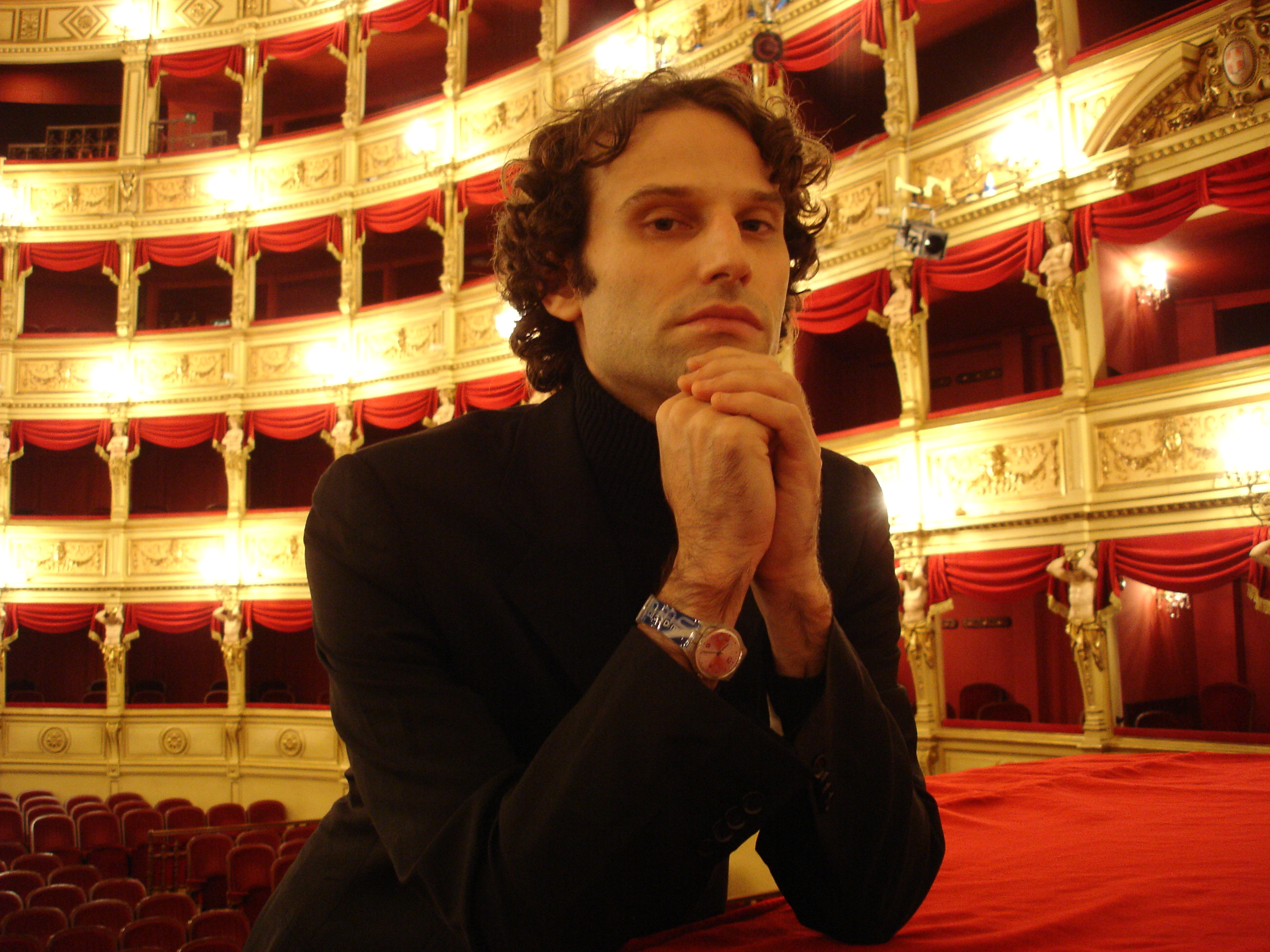
David Greilsammer

David Greilsammer wurde in Jerusalem geboren. Mit sechs Jahren begann er seine musikalische Ausbildung an der Jerusalem Akademie für Musik und Tanz. Nach Beendigung seines Militärdienstes trat er in die Juilliard School in New York City ein. Nach seinem Studium als Pianist und Dirigent bei Yoheved Kaplinsky arbeitete er mit dem amerikanischen Pianisten Richard Goode. David Greilsammers Debüt als Solist erfolgte 2004 im Lincoln Center und erhielt eine sehr positive Bewertung durch die New York Times. Seither ist er weltweit bei bedeutenden Festivals und in wichtigen Konzertsälen aufgetreten. Seit dem Herbst 2010 ist David Greilsammer künstlerischer Leiter und Chefdirigent des Orchestre de Chambre de Genève.

## Künstlerische Visionen und Projekte

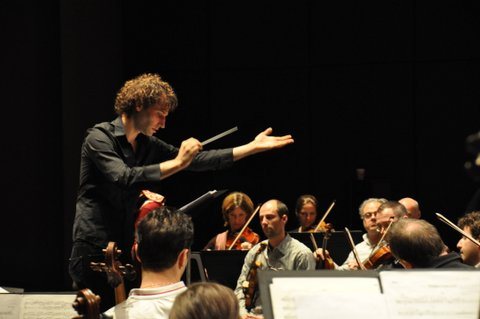
David Greilsammer mit dem Genfer Kammerorchester

Mit einem breitgefächerten Repertoire vom Barock bis zu zeitgenössischer Musik und innovativen Programmen tritt er sowohl als Pianist, Dirigent und Kammermusiker auf.  Von besonderer Bedeutung für David Greilsammer ist die Musik Mozarts, für deren Interpretation er international bekannt ist.  2008 spielte er in Paris innerhalb eines Tages sämtliche Klaviersonaten Mozarts („Mozart-Marathon“). Verteilt auf mehrere Recitals spielte er die Werke ebenfalls beim Verbier Festival. Sein Scarlatti-Cage-Programm, bei dem er Klaviersonaten von Domenico Scarlatti mit Sonaten für präpariertes Klavier von John Cage kombiniert, hat er unter anderem in Paris und London präsentiert. Jedes Jahr kreiert David Greilsammer neue, originelle Projekte, die Musik, Tanz und Theater vereinen, sowie musikalische Projekte für Kinder. Damit leistet er einen wertvollen Beitrag zur Öffnung der Klassikszene für ein neues und jüngeres Publikum.

## Diskografie
- Mozart, Vanguard Records Classics, (2006).
- fantaisie_fantasme, ein Solorecital mit einem Programm, das Musik vom Barock bis zur heutigen Zeit in einer spiegelförmigen Anordnung verbindet.
- Mozarts Klavierkonzerte Nr. 22 und 24 als Pianist und Dirigent mit dem Suedama Ensemble.
- - Liveaufnahme aus der Salle Pleyel in Paris mit Werken von Alexandre Tansman und Nadia Boulanger (beides Weltersteinspielungen) sowie George Gershwin mit dem Orchestre philharmonique de Radio France.